# Pseudostylochidae
Famille
Les Pseudostylochidae sont une famille de vers plats marins, de la super-famille des Leptoplanoidea, du sous-ordre des Acotylea et de l'ordre des Polycladida.

## Systématique
Le nom valide complet (avec auteur) de ce taxon est Pseudostylochidae Faubel, 1983.

## Liste des genres
Selon la base de données World Register of Marine Species (14 novembre 2023), la famille des Pseudostylochidae regroupe les cinq genres suivants :
- genre Cryptophallus Bock, 1913
- genre Monosolenia Hyman, 1953
- genre Ommatoplana Laidlaw, 1903
- genre Pseudostylochus Yeri & Kaburaki, 1918
- genre Stylochoposthia Faubel, 1983

Synonymes
- le genre Crytostylochus Bulnes, Faubel & Park, 2005 est Cryptostylochus Faubel, 1983 (erreur typographique dans la littérature)
- le genre Idioplanoides Barbour, 1912 devient Idioplana Woodworth, 1898 (famille des Idioplanidae)
- le genre Microstylochus Kato, 1937 devient Ommatoplana Laidlaw, 1903
- le genre Woodworthia Laidlaw, 1904 devient Idioplana Woodworth, 1898 (famille des Idioplanidae)

Reclassements
- le genre Idioplana Woodworth, 1898 est reclassé dans la famille des Idioplanidae